# RPM (Band)
RPM war eine brasilianische Rockband aus São Paulo. RPM ist die Abkürzung von Revoluções por Minuto (portugiesisch für „Umdrehungen pro Minute“).
RPM wurde 1985 gegründet und war in den 1980er Jahren die erste brasilianische Rockband, die über zwei Millionen Alben verkaufte. Damit war RPM eine der erfolgreichsten brasilianischen Musikgruppen überhaupt. 1987 löste sich die Gruppe auf. Ein Comeback im Jahre 2002 endete 2003 mit der erneuten Trennung.

## Diskografie
- 1985: Revoluções por Minuto
- 1986: Rádio Pirata ao Vivo
- 1988: RPM
- 1993: Paulo Ricardo & RPM
- 2002: MTV RPM 2002
- 2011: Elektra